# Stenaulophrys horishana
Stenaulophrys horishana är en insektsart som först beskrevs av Matsumura 1940.  Stenaulophrys horishana ingår i släktet Stenaulophrys och familjen spottstritar. Inga underarter finns listade i Catalogue of Life.